# Hanna Buriak
Hanna Buriak (Ганна Буряк), née le 29 janvier 1990 à Louhansk, est une pentathlonienne ukrainienne puis russe.

## Biographie
Elle change de nationalité sportive en mai 2014, passant de l'Ukraine à la Russie.

## Palmarès
| Discipline/Année                         | 2010 | 2011 | 2012 | 2013 | 2014 | 2021 |
| ---------------------------------------- | ---- | ---- | ---- | ---- | ---- | ---- |
| Jeux olympiques Individuel               | -    | -    | -    | -    | -    | -    |
| Championnats du monde seniors Individuel | -    | -    | -    | -    | -    | -    |
| Championnats du monde seniors Équipe     | -    | -    | -    | -    | -    | -    |
| Championnats du monde seniors Relais     | -    | 3e   | 1re  | 1re  | -    | -    |
| Coupe du monde seniors Individuel        | -    | -    | -    | 3e   | -    | -    |
| Championnats d'Europe seniors Individuel | -    | -    | 3e   | 2e   | -    | -    |
| Championnats d'Europe seniors Équipe     | -    | -    | -    | 2e   | -    | -    |
| Championnats d'Europe seniors Relais     | -    | -    | -    | -    | 3e   | 3e   |